# Anna Erika von Waldeck
Anna Erika von Waldeck-Eisenberg (* 17. September 1551 in Korbach; † 15. Oktober 1611 auf Schloss Arolsen) war von 1589 bis 1611 Äbtissin des Reichsstifts Gandersheim.

## Stiftsdame
Anna war das vierte von 13 Kindern des Grafen Wolrad II. von Waldeck-Eisenberg (1509–1575) und dessen Ehefrau Anastasia Günthera von Schwarzburg-Blankenburg (1528–1570). Am 23. Juni 1575 wurde sie Kanonissin in Gandersheim, und bereits am 30. September 1577 wurde sie zur Dekanin des im Jahre 1568 auf Druck des Herzogs Julius von Braunschweig-Wolfenbüttel evangelisch-lutherisch gewordenen Reichsstifts Gandersheim gewählt. Die aus dem protestantischen Waldecker Grafenhaus stammende Anna Erika unterstützte die katholisch gebliebenen Äbtissinnen Magdalena von Chlum und Margareta von Chlum in deren Widerstand gegen die Bestrebungen des Herzogs, das reichsunmittelbare Kanonissenstift in Landesbesitz zu überführen bzw. sich zumindest dessen Besitzungen einzuverleiben, da ihr dessen Vorgehen zu rabiat war:
- Magdalena wurde von dem Herzog nach der Besetzung der Stiftsgebäude dort inhaftiert und starb in der Haft in der Nacht vom 28. zum 29. Januar 1577;
- ihre Schwester und Nachfolgerin Margarete musste mehr als 11 Jahre im Stift Neuenheerse leben, da der Herzog die unnachgiebige Frau nicht als Gandersheimer Äbtissin anerkennen wollte. Erst 1587 erkannte er ihre Wahl an.

## Äbtissin
Am 23. April 1589 wurde Anna Erika von Waldeck mit nur einer Gegenstimme, ihrer eigenen, als Nachfolgerin der am 10. April 1589 verstorbenen Margareta von Chlum zur Äbtissin gewählt.  Sie wurde damit die erste protestantische Äbtissin nach 36 katholischen Vorgängerinnen. Herzog Julius war mit der Wahl einverstanden. Erstmals wurde nicht mehr die päpstliche Einwilligung zur Äbtissinnenwahl eingeholt; Anna Erika erklärte dazu, dass es seiner Zustimmung nicht mehr bedürfe, der Herzog sei ihr Papst genug.
Herzog Heinrich Julius, Sohn und Nachfolger des schon am 3. Mai 1589, zwei Wochen nach der Wahl der neuen Äbtissin, verstorbenen Herzogs Julius, sandte am 26. Januar 1590 seine Räte nach Gandersheim, um das Verhältnis zwischen dem Fürstentum und dem Stift neu zu ordnen. Die Verhandlungen zogen sich mehr als drei Jahre hin und endeten mit einem Erfolg für das Stift: der am 20. August 1593 unterzeichnete Vertrag bestätigte ihm seinen Status als „kaiserlich freies Reichsstift“. Der Herzog wahrte jedoch seine Rechte als Landesherr, so dass die Äbtissin stets auf seine Wünsche Rücksicht nehmen musste. Zeitlebens hatte Anna Erika ein gutes Verhältnis zur Herzogsfamilie.
Bereits am 14. Dezember 1590 erkannte Kaiser Rudolf II. Anna Erikas Wahl an und verlieh ihr die Regalien und somit die Bestätigung als Reichsfürstin.

## Brand und Wiederaufbau der Abtei

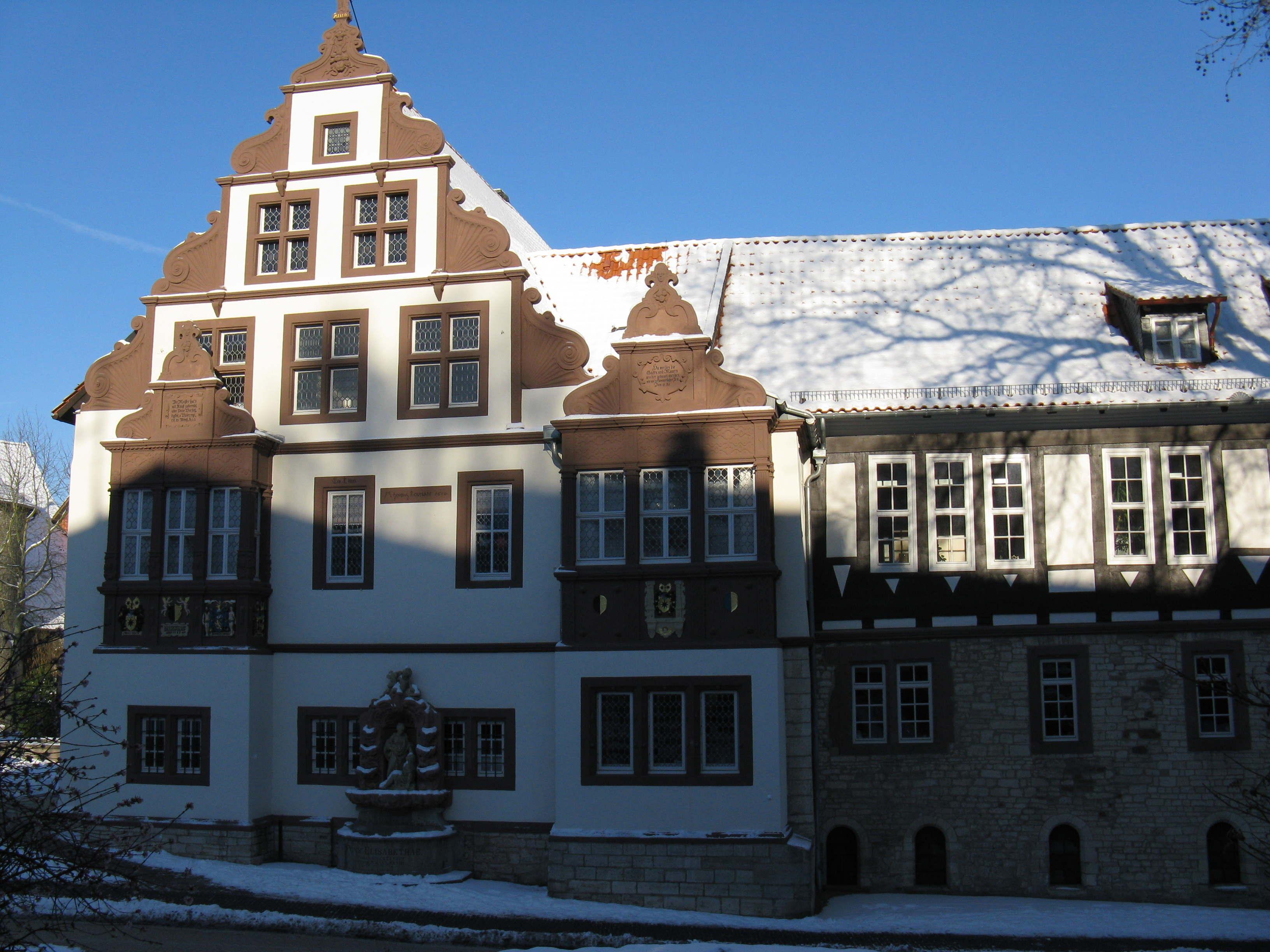
Abtei Gandersheim (2009)

Am 17. Mai 1597 vernichtete ein in einem Haus am Hagen ausgebrochener Brand den nordöstlichen Stadtteil von Gandersheim und die Abtei.  Herzog Heinrich Julius wies dem Stift die herzogliche Wilhelmsburg (heute Amtsgericht und Justizvollzugsanstalt) als Wohnsitz zu, entsandte seinen Baumeister Paul Francke, den Erbauer der Marienkirche in Wolfenbüttel, nach Gandersheim, und schenkte dem Stift reichlich Baumaterial für den Wiederaufbau. Anna Erika ließ in den Jahren 1598–1600 den prächtigen zweiflügeligen Renaissancebau der neuen Abtei neben der Stiftskirche errichten.

## Kanonissin und Dechantin im Stift Herford
Anna Erika hatte außer ihrem Amt in Gandersheim auch eine Kanonissenstelle im Stift Herford inne. Als dort im Jahre 1607 die Dechantin verstarb, wählte das dortige Stiftskapitel am 14. Oktober 1607 Anna Erika zur neuen Dechantin, obwohl sie in Gandersheim und nicht in Herford residieren wollte.

## Tod
Am 11. August 1611 reiste Anna Erika wieder einmal in ihre Waldecker Heimat.  Am 15. Oktober 1611 verstarb sie im Schloss Arolsen.  Sie wurde am 24. Oktober in Mengeringhausen bestattet.  In der dortigen St.-Georgs-Kirche befindet sich noch heute ihre Grabplatte.  Im Kaisersaal der Abtei in Bad Gandersheim ist ihr Porträt zu sehen.